# Club Patín Cibeles
El Club Patín Cibeles fue un equipo español de hockey sobre patines, de la ciudad de Oviedo.
Fue fundado en 1953 y se disolvió en 1987.
Fue el primer equipo de fuera de Cataluña en ganar la Copa del Rey. Fue en el año 1980, tras derrotar 4-0 al FC Barcelona en la final disputada en Salamanca. Al año siguiente, en 1981, el Cibeles se proclamó subcampeón de la Recopa de Europa y de la Copa del Rey al caer derrotado por el FC Barcelona por 5 goles a 2 en la final disputada en Vich.

## Historia
En 1974 ascendió por primera vez a la máxima categoría del hockey sobre patines de España, entonces denominada División de Honor, al clasificarse en segundo lugar de la Primera División. Sus clasificaciones en la máxima categoría serían las siguientes:
| Año  | Puesto |
| 1975 | 9      |
| 1976 | 11     |
| 1977 | 6      |
| 1978 | 10     |
| 1979 | 6      |
| 1980 | 9      |
| 1981 | 7      |
| 1982 | 3      |
| 1983 | 7      |
| 1984 | 9      |
| 1985 | 4      |
| 1986 | 10     |
| 1987 | 6      |

En la temporada 1986-87 el Cibeles se clasificó sexto en la Liga de División de Honor con 27 puntos, disputando su último partido en el Palacio de los deportes de Oviedo derrotando al Noia por 11 goles a 0. El último gol del Cibeles lo marcó Lolo Paredes. El día 3 de junio desaparece el C.P. Cibeles.

## Uniforme
- Uniforme titular: Camiseta Roja, pantalón azul, medias rojas.

## Palmarés
- 1980: Campeón Copa del Rey
- 1981: Subcampeón Recopa de Europa, Subcampeón Copa del Rey

Además, el Cibeles participó 2 veces en la Recopa de Europa y 3 en la Copa de la CERS. 